# クリフォード・トルーズデル
クリフォード・アンブローズ・トゥルースデル III世 （Clifford Ambrose Truesdell、1919年2月18日 – 2000年1月14日）は、アメリカ合衆国の数学者、自然哲学者、科学史家。

## 生涯
トゥルーズデルは、カリフォルニア州ロサンゼルスで生まれた。高校卒業後、彼はヨーロッパで2年間過ごし、フランス語、ドイツ語、イタリア語を学び、さらにラテン語とギリシャ語を上達させた。彼の言語スキルは、彼の後の歴史的調査において大いに役立つこととなった。カリフォルニア工科大学においては、彼はハリー・ベイトマンの教えに深く影響を受けた。特に偏微分方程式のコースでは、「普通の良い先生と偉大な数学者の違いを教えた。その後は、何をどの程度学んだかは気にしなくなった」。1941年、数学と物理学の理学士号を取得。 1942年、数学で修士号を取得した。
1943年、プリンストン大学にて数学で博士号を取得。その後の残りの10年間は、力学研究者として米海軍に雇われることとなった。
トゥルースデルは、1950年から1961年までインディアナ大学で教えたが、この大学には、ジェームス・セリン、ジェラルド・エリクセン、そしてウォルター・ノルという彼の学生がいた。1961年から彼が定年退職する1989年まで、トゥルースデルはジョンズ・ホプキンズ大学の有理力学（rational mechanics）の教授であった。彼とノルは、（連続的な）機械的現象を扱うための数学的モデルを構築するという目的をもつ有理力学の基礎づけに貢献した。
トゥルースデルは、いくつかの点で特色のあった、ジャーナルのArchive for Rational Mechanics andAnalysisとArchivefor History of Exact Sciencesの創設者兼編集長だった。科学的記述法における扱いにくい形式に対するトゥルーズデールの批判に従い 、ジャーナルは英語、フランス語、ドイツ語、ラテン語の論文を受け入れた。
力学におけるオリジナルな仕事に加えて、トゥルースデルは有名な科学と数学の歴史家であり、レオンハルト・オイラーの論文集全第6巻を編集または共同編集した。

## 有理熱力学のトゥルースデルの支持に対する批判
バーナード・ラベンダの言葉を借りれば、有理熱力学における有理的な何かが存在すれば、それはうまく隠されている。皮肉なことに、「有理的な」理論は、著者が専門知識を前提としている分野でも失敗している。すなわち「理論が非ニュートン流体に適用できないことがわかったとき、有理熱力学によってより多くの損害が発生することとなった」 のである。
トゥルースデルは、ラルス・オンサーガー（非平衡熱力学で1968年ノーベル賞）や関連する科学者への攻撃でも有名になった。 Ingo Müllerの報告によれば 、
「Truesdellの合理的な熱力学の率直な党派性と彼の華やかなスタイルは、TIP [不可逆過程の熱力学]の支持者と合理的な熱力学の主人公、主にTruesdell自身の間の活発な論争を煽った。彼のオンサジェリズムへの攻撃は、多くの風刺的な熱意をもって進められたため、標的にされなかった人々のために読むのが楽しくなりました。しかし、TIPの擁護者たちは、Truesdellに自分のコインで返済するために最善を尽くしました。ウッズは、「連続体力学の偽の公理」というタイトルの論文で、合理的な熱力学のいくつかの厄介な特徴を指摘しました57。ロナルド・サミュエル・リブリン（1915–2005）は、「赤いニシンと現代の連続体力学における他の雑多な正体不明の魚。」
ミュラーの記事（"On the frame dependence of stress and heat flux"「応力と熱流束のフレーム依存性について」）は、後にトゥルースデルによって反駁された（"Correction of two errors in the kinetic theory of gases which have been used to cast  unfounded doubt upon the principle of material frame-indifference"「物質のフレーム無関連性原理に基礎づけられていない疑問を投げかけてきていた気体運動論における２つの誤りの訂正」）。

## 受賞歴
- 1963年、レオロジー学会におけるビンガム・メダル
- 1978年、アメリカ数学会とSociety for Industrial and Applied Mathematicsにおけるバーコフ賞（Birkhoff prize）
- 1979年、スウェーデンウプサラ大学数学科学部名誉学位[16]
- 1996年、セオドア・フォン・カルマンメダル

## 代表著作
- An Essay towards a Unified Theory of Special Functions, Princeton University Press, 1948.[17]
- A First Course in Rational Continuum Mechanics, Academic Press, 1977.[18]
- Vorticity and the Thermodynamic State in a Gas Flow, Gauthier-Villars, 1952.[19]
- The Kinematics of Vorticity, Indiana University Press, 1954.[20]
- Rational fluid mechanics, 1687–1765, Orell Füssil, 1954.[21]
- Rational Thermodynamics, McGraw-Hill, 1969.
- The Elements of Continuum Mechanics, Springer-Verlag.
- The Tragicomical History of Thermodynamics, 1822-1854. ISBN 0-387-90403-4. see[22] and another by I. Grattan-Guinness.
- Great Scientists of Old As Heretics in "the Scientific Method", University of Virginia Press, 1987. ISBN 0-8139-1134-6ISBN 0-8139-1134-6.
- Classical Field Theories of Mechanics, with Toupin, vol. III/1 of Handbuch der Physik edited by Siegfried Flügge.
- "Non-linear Field Theories of Mechanics", with Walter Noll, volume III/3 of Handbuch der Physik edited by Siegfried Flügge.
- An Introduction to the Mechanics of Fluids, with K. R. Rajagopal, Birkhauser, Boston, 1999.
- Essays in the History of Mechanics, Springer-Verlag, 1968.